# Polydesmus kosswigi
Polydesmus kosswigi är en mångfotingart som beskrevs av Hoffman och Hans Lohmander 1968. Polydesmus kosswigi ingår i släktet Polydesmus och familjen plattdubbelfotingar. Inga underarter finns listade i Catalogue of Life.